# Leonardo Romanelli
Leonardo Romanelli (Arezzo, 7 gennaio 1803 – Arezzo, 6 ottobre 1886) è stato un politico italiano.
Fu senatore del Regno d'Italia nella XV legislatura.

Leonardo Romanelli nacque ad Arezzo da famiglia benestante; nel 1825 si laureò in giurisprudenza a Pisa, dove ebbe per compagno di studi Domenico Guerrazzi. Fu tra i protagonisti del periodo risorgimentale tra le file dei democratici, partecipando attivamente ai moti del 1848. Dopo aver fondato ad Arezzo un Circolo politico, di cui fu presidente, venne eletto al Consiglio generale toscano e nel febbraio 1849 fu chiamato a ricoprire l'incarico di ministro di giustizia, grazia e culto nel governo provvisorio della Toscana che faceva capo al triumvirato Guerrazzi, Montanelli e Mazzoni. Con il ritorno del granduca nel luglio del 1849, Leonardo Romanelli fu accusato di alto tradimento e lesa maestà e imprigionato per quattro anni a Firenze, fino alla conclusione del processo - in cui era difeso dall'avv. Adriano Mari - che lo vide assolto nel 1853.
Nel 1859 fu chiamato dal Governo provvisorio toscano a ricoprire l'incarico di prefetto della Provincia aretina, e venne quindi eletto deputato all'Assemblea toscana, di cui sarà vice-presidente. Successivamente all'Unità fu nominato consigliere comunale, poi provinciale e nel 1883 senatore del Regno; inoltre fu membro del consiglio di amministrazione della Banca toscana e della Congregazione di carità, direttore degli Asili infantili Aliotti e presidente della Società operaia di Arezzo. Leonardo Romanelli morì ad Arezzo il 6 ottobre 1886.